# Nick Fatool
Nick Fatool (Millbury, Worcester County, Massachusetts, 2 januari 1915 - Los Angeles, 26 september 2000) was een Amerikaanse jazzdrummer in de swing en dixieland.

## Biografie
Nick Fatool begon zijn professionele loopbaan in Providence, waar hij in 1937 in de band van Joe Haymes speelte, daarna werkte hij in Dallas bij Don Beston. In 1939 speelde hij kort bij Bobby Hackett, vervolgens werd hij drummer in het Benny Goodman Orchestra. Hij behoorde in de jaren veertig tot de bekendste drummers in de swing, hij speelde in de orkesten van Lionel Hampton, Artie Shaw (1940-41), Alvino Rey (1942-43), Claude Thornhill, Les Brown en Jan Savitt.
In 1943 ging hij naar Los Angeles en werkte daar als sessiemuzikant in de studio's, o.a. als lid van de Capitol Jazzmen met Shorty Sherock, Nappy Lamare en Barney Bigard (1944), met  Benny Carter/Arnold Ross, Harry James, Erroll Garner, Charlie Ventura (1946), Louis Armstrong (1949, 1951), Billie Holiday (1950), alsook met Nat Cole, Jess Stacy, Tommy Dorsey, Matty Matlock en Glen Gray. Hij werkte van 1949 tot 1951 veel samen met Bob Crosby, maar ook daarna speelde hij nog met Crosby (diens Bobcats), tot in de jaren zeventig.
In de jaren vijftig en zestig was Fatool vooral actief in de dixielandjazz, die toen weer populair was. In de jaren 1962–1965 speelde hij met Pete Fountain en de Dukes of Dixieland. Halverwege de jaren zeventig was hij lid van The World’s Greatest Jazz Band, in 1982 werkte hij met Bud Freeman. In 1987 nam hij voor de eerste en tevens laatste keer op als bandleider, met een septet met onder meer Eddie Miller, Johnny Mince en Ernie Carson.